# Patrick Brink
Kent Patrick Brink (Baltimora, 28 settembre 1980) è un wrestler statunitense.
È stato sotto contratto con la World Wrestling Entertainment e lottava in Florida Championship Wrestling con il ring name di Calvin Raines.

## Carriera
Brink fa il suo debutto nell'agosto del 2001 in un match contro Chad Austin a Martinsburg, in West Virginia, vincendo.

### Maryland Championship Wrestling (2002-2007)
Brink passa alla MCW con il nome di Genesis e debutta il 16 febbraio 2002 perdendo contro Head Banger Mosh. Un mese dopo, combatte ancora sconfiggendo Julio Dinero. Dopo vari match combattuti in singolo forma un tag team con Bruiser con il quale vince i titoli di coppia MCW il 10 settembre 2006, sconfiggendo Scott Fawler & Jason Static. Partecipa poi al torneo per decretare l'MCW Heavyweight Champion. Al primo turno, sconfigge The Blue Meanie, al secondo Josh Daniels ma in finale, perde contro Julio Dinero che si laurea campione MCW. Difendono il titolo il 10 novembre contro i Gemini Trojans (Buck Chyld & Doyle Day) e il giorno dopo lo difendono in un 4-Way tag team match contro i Rehobet Beach Club, i Phat Blues Security e The Slackers. Perdono definitivamente il titolo il 28 dicembre 2006 contro Kelly Bell & Buzz Stryker.
Continua poi la sua carriera in singolo come Patrick Brink, dove debutta sconfiggendo D.J. Hyde. Vince il titolo Rage TV MCW contro Tyler Hilton il 9 settembre 2007 e lo difende il 9 novembre contro lo stesso Hilton.

### WWE

#### Florida Championship Wrestling (2008-2009)
Brink firma un contratto di sviluppo con la WWE e viene mandato in FCW dove debutta il 26 agosto con il nome di Caleb O'Neal, sconfiggendo Trent Baretta. Subisce la prima sconfitta contro Tyler Reks il 9 settembre. Inanella poi una serie di sconfitte contro Lucky Cannon, Johnny Curtis e Eric Escobar prima di sconfiggere Kris Logan il 28 ottobre. Il 6 novembre, viene sconfitto da Heath Slater. Il 20 novembre 2008, Drew McIntyre sconfigge Heath Slater, Johnny Curtis e Caleb O'Neal. Il 18 dicembre 2008, Lucky Cannon & Caleb O'Neal sconfiggono Wade Barrett & Michael Tarver in un tag team match. Il 13 febbraio 2009, Wade Barrett, O'Neal e Michael Tarver sconfiggono in un 6-man tag team match il team composto da Maverick Darsow, Tank Mulligan & Brett DiBiase. Nel marzo 2009, Brink viene rilasciato dalla WWE.

### Ritorno in MCW (2009-2010)
Brink ritorna in MCW con il nome di Kent Brink, dove fa il suo ritorno perdendo contro Cobian. Il 6 novembre 2009, perde contro Josh Daniels ma nella stessa sera, a sorpresa, vince il titolo MCW contro Ruckus. Il giorno dopo lo difende con successo dall'attacco di Ronnie Zukko ma, dopo quasi un anno di regno, lo perde contro Ryan McBride il 31 luglio 2010.

### Ritorno in WWE

#### Florida Championship Wrestling (2010-2012)
Il 21 agosto 2010, Brink firma nuovamente un contratto di sviluppo con la WWE e viene mandato in FCW dove assume il nome di Calvin Raines. Dopo aver combattuto vari 6-man e 8-man tag team match, il 16 gennaio 2011 vince una battle royal e conquista il diritto di sfidare Mason Ryan per l'FCW Florida Heavyweight Championship la stessa sera. Poco dopo, affronta Ryan per il titolo in un match combattutissimo dove però, Raines viene sconfitto. Nei tapings FCW del 12 febbraio, Calvin Raines viene sconfitto da Abraham Washington. Successivamente sconfigge per ben due volte Xavier Woods prima di perdere contro Tito Colon il 3 marzo. Il 17 marzo vince un 6-man tag team match insieme a Byron Saxton e Leo Kruger contro Donny Marlow, Percy Watson e Roman Leakee. Nei tapings FCW del 7 aprile, Raines sconfigge Tito Colon e in quelli del 28, ha la meglio su DeSean Bishop. Nei tapings del 19 maggio, Raines e Big E Langston conquistano gli FCW Florida Tag Team Championship sconfiggendo Seth Rollins & Richie Steamboat. Difendono i titoli il 9 giugno, sconfiggendo Percy Watson e Tito Colon. All'FCW Gainesville Show dell'8 luglio, Langston e Raines difendono i titoli contro Donny Marlow e Leakee. Il 16 luglio, all'FCW Summer SlamaRama, Raines e Langston difendono i titoli di coppia dall'assalto di CJ Parker e Donny Marlow. Tuttavia, il 21 luglio, perdono i titoli contro gli stessi Marlow e Parker. Dopo lo scioglimento del tag team con Langston, Raines compete ancora da singolo e, il 1º settembre, sconfigge Peter Orlov. Nei tapings del 22 settembre, Raines tenta l'assalto ai titoli di coppia stavolta con James Bronson come partner, ma perde contro i campioni Marlow e Parker. Nei tapings del 3 novembre, vince per squalifica contro Kevin Hackman.
Nel primo show del 2012, Raines perde un match di coppia a 6 uomini insieme a James Bronson e Antonio Cesaro contro Big E Langston, Mike Dalton e Dean Ambrose. Nei tapings del 12 gennaio, Raines viene sconfitto da Kenneth Cameron.
Nella giornata del 3 febbraio 2012, viene ufficializzato il licenziamento del wrestler Calvin Raines.

## Titoli e riconoscimenti
National Wrestling League
- NWL Heavyweight Championship (1)

Maryland Championship Wrestling
- MCW Heavyweight Championship (1)
- MCW Rage Television Championship (1)
- MCW Tag Team Championship (1 - con The Bruiser)

Florida Championship Wrestling
- FCW Florida Tag Team Championship (1 - con Big E. Langston)

Pro Wrestling Illustrated
- 219º tra i 500 migliori wrestler singoli nella PWI 500 (2011)